# Pałac w Czernicy (Ukraina)
Pałac w Czernicy – pałac z XIX wieku w Czernicy (Ukraina), zniszczony podczas  I wojny światowej.
Klasycystyczny piętrowy pałac, z czterokolumnowym portykiem, wzniesiony około roku 1820 przez właściciela majątku Tadeusza Kownackiego. Z powodu zniszczeń, którym uległ w czasie I wojny światowej został rozebrany na budulec. Wokół niego znajdował się park krajobrazowy o powierzchni 9 ha. Pałac nie istnieje.